# Yazılıkaya
Yazılıkaya (Ausspracheⓘ; türkisch für „beschriebener Fels“) ist ein ehemaliges hethitisches Heiligtum, das in der Hauptsache im 13. Jahrhundert v. Chr. entstand. Es liegt zwei Kilometer nordöstlich der damaligen Hauptstadt Ḫattuša in der türkischen Provinz Çorum beim heutigen Ort Boğazkale. Die vom Heiligtum nach oben offenen natürlichen Felskammern A und B haben eine Wandhöhe von zwei bis zwölf Metern. Dort sind auf Reliefs zwei Prozessionen von männlichen und weiblichen Mitgliedern des hethitischen Pantheons sowie des mutmaßlichen Errichters Großkönig Tudhalija IV. zu sehen. Vor den beiden Kammern lagen tempelartige Gebäude, von denen die Grundmauern erhalten sind. Die Stätte war in der Zeit des hethitischen Großreichs Schauplatz kultischer Handlungen, über deren Inhalt noch Unklarheit besteht.
Seit 1986 ist der Ort gemeinsam mit Ḫattuša in die Liste des Weltkulturerbes der UNESCO eingetragen, er gehört mit der weiteren Umgebung zum türkischen Nationalpark Boğazköy-Alacahöyük.

## Lage
Koordinaten: 40° 1′ 31″ N, 34° 37′ 58″ O
Ḫattuša und Yazılıkaya liegen im Halysbogen, östlich des Flussgebiets des antiken Halys, heute Kızılırmak, auf der Nordseite des Akçadağ Tepesi, der zur Bozok-Hochebene (türk.: Bozok Platosu) gehört. Die Stadt liegt an den Seitenhängen eines Tales, das der heute Büyükkaya Deresi genannte Bach bildet. Vom Großen Tempel führte in hethitischer Zeit ein Prozessionsweg zum Heiligtum, der heute nicht mehr vorhanden ist, sich aber aufgrund der landschaftlichen Gegebenheiten rekonstruieren lässt. Er verließ die Unterstadt am nördlichen Ende durch ein noch nicht entdecktes Tor. Dort durchquerte er den an dieser Stelle relativ seichten Bach und setzte sich nach Norden, später nach Nordosten fort, wobei er einer noch erkennbaren Rinne entlang der Stadtmauer folgte. Auf halber Strecke passierte er die Felsgruppe Osmankayası, wo sich neben einer Quelle ein Bestattungsplatz aus hethitischer Zeit befindet. Danach führte er weiter über relativ ebenes, stetig ansteigendes Gelände, bis er schließlich seitlich vor dem Felsmassiv endet. Dieses durchbricht hier, ähnlich zahlreichen anderen im Stadtbereich in Form von einzelnen Felsbänken oder -klippen aus Kalkgestein, das Randgebirge.
Während das Heiligtum heute mehr als einen Kilometer Luftlinie von den sichtbaren Resten der Stadt entfernt liegt, reichte in hethitischer Zeit die Bebauung durch Siedlungen, die außerhalb der Stadtbefestigung lagen, weit den Osthang hinauf bis nahe an die Anlage heran, wie Oberflächen- und geophysikalische Untersuchungen ergeben haben. Eine moderne Fahrstraße führt vom Eingang von Ḫattuša aus drei Kilometer zunächst nach Norden und später nach Osten, wobei sie um etwa 150 Höhenmeter ansteigt. Sie endet auf einem Parkplatz vor dem Gelände. Eine weitere Straße aus Boğazkale trifft auf halbem Weg die Erstere.

## Funktion
In Yazılıkaya wurden unter anderem Gegenstände aus der frühen Bronzezeit, dem dritten Jahrtausend v. Chr., gefunden. Eine Nutzung des Areals als Kultplatz ist in dieser Zeit nicht nachweisbar. Auf Grund zahlreicher Funde von hethitischer Keramik sowie wegen einer den Kammern vorgelagerten Mauer, die einen Abschluss nach außen bildet, wird vermutet, dass hier etwa ab dem 15. Jahrhundert v. Chr. Versammlungen einer Kultgemeinde stattfanden. Im 13. Jahrhundert v. Chr. ließ vermutlich Tudhalija IV. Reliefs und Vorbauten erstellen. Nach Einschätzung des Archäologen Jürgen Seeher vom DAI, der die Ausgrabungen in Ḫattuša bis 2006 leitete, stellt Yazılıkaya ein „Neujahrsfesthaus [dar], das Haus des Wettergottes, in dem sich alljährlich zum Neujahrs- und Frühlingsfest alle Götter vereinigen“. Zu diesem Neujahrsfest, bei dem gleichzeitig der Großkönig in seinem Amt bestätigt wurde, fand wahrscheinlich vom großen Tempel in Ḫattuša, der der Verehrung des Wettergottes diente, eine Prozession nach Yazılıkaya statt. Trotz der Fülle der in der Stadt gefundenen Tontafeln fand sich aber dort kein direkter Hinweis auf das Heiligtum, sodass der damalige Name der Stätte nicht bekannt ist und über die genaue Funktion des Geländes nur Vermutungen angestellt werden können.
Volkert Haas sieht einen Zusammenhang mit dem itkalzi-Ritual auf Grund von deutlichen Übereinstimmungen in der Beschreibung der Götterabfolge bei diesem Zeremoniell mit derjenigen in Kammer A von Yazılıkaya. Dabei handelt es sich um ein hethitisch-hurritisches Reinigungszeremoniell. Daniel Schwemer hält die von Hans Gustav Güterbock vorgeschlagene Interpretation des Ortes als ḫuwaši-Heiligtum für wahrscheinlich. Ḫuwaši-Heiligtümer dienten der Verehrung eines Gottes, in diesem Fall des Wettergottes, repräsentiert durch eine Felsstele oder einen Felsblock, wobei dieser ebenfalls als ḫuwaši bezeichnet wurde. Zudem weist Schwemer auf die Ähnlichkeiten der Abfolge der Götter in den Reliefs mit der Abfolge der Götter in den hurro-hethitischen kaluti-Opferlisten hin.
Daneben ist auch eine Nutzung als Begräbnisstätte nachgewiesen. In zwei Felsspalten an der nördlichen Außenseite, Spalte 3 und 4, sind Bestattungen gefunden worden, die durch beigegebene Keramikfunde in die hethitische Großreichszeit datiert werden konnten. Im zur Kammer B führenden Gang kamen in einer Felsmulde drei zusammengepresste Skelette zutage. Allerdings wurden hethitische Bestattungen auch in Spalten an anderen Felsblöcken in der Umgebung nachgewiesen, sodass ein Zusammenhang mit der besonderen Funktion des Platzes als Kultstätte nicht wahrscheinlich ist. In Kammer D, die östlich von der Hauptkammer abzweigt, wurde ein in einer Schale bestatteter und mit Nägeln fixierter Schweineembryo gefunden, was auf hier vollzogene Reinigungsriten hindeutet.
Ebenso problematisch ist die Feststellung der Funktion von Kammer B. Da hier Tudhalija zweimal repräsentiert ist, einmal in der Darstellung mit Šarruma und einmal durch seine Namenskartusche, ist ein Zusammenhang mit dem Großkönig wahrscheinlich. Der Schwertgott Nergal neben dem Tudhalija-Relief gilt als Unterweltgott, auch die gegenüberliegende Reihe der zwölf Götter wird allgemein als Unterweltsgötter interpretiert. Dies lässt darauf schließen, dass die Kammer zumindest eine Gedenkstätte, wenn nicht sogar das Grab Tudhalijas darstellt. Der Aufbewahrungsort der königlichen Asche könnte dann Kammer C oder die zwischen der Kartusche und dem Nergalrelief liegende Felsspalte gewesen sein. Aufgrund fehlender Vergleichsmöglichkeiten – es wurde noch kein Grab eines hethitischen Königs gefunden – bleiben derlei Interpretationen jedoch Spekulation.
2019 veröffentlichten die Archäologin und Astronomin Rita Gautschy und der Geoarchäologe Eberhard Zangger eine Theorie, nach der das Felsheiligtum eine Kalenderfunktion hatte. Demnach stehen die zwölf Unterweltsgötter in Kammer A für die zwölf Mondmonate des Jahres. Die folgenden 30 männlichen Götter der linken Prozession stellen die 30 Tage des Mondmonats dar, während den 19 weiblichen Göttinnen auf der rechten Seite die Bedeutung von 19 Jahren zukommt. Dies entspricht dem Meton-Zyklus, einer Zeitspanne, in denen sich das Sonnen- und das Mondjahr jeweils angleichen. Auch in einigen Aspekten der Architektur der Vorbauten, insbesondere ihrer Ausrichtung, sehen die Forscher eine astronomische Bedeutung. Gleiches gilt ihrer Meinung nach für einige Bauten der Hauptstadt Ḫattuša.

## Vorbau

Lageplan der Kammern und Reliefs

Die beiden Kammern waren ursprünglich durch eine Mauer nach außen abgeschlossen, die aber im Zuge der Ausgestaltung im 13. Jahrhundert durch ein tempelartiges Gebäude ersetzt wurde, das den Eingang zum Heiligtum bildete. Es war in der typischen auch in Ḫattuša vielfältig zu findenden Lehmziegelbauweise erstellt. Daher sind heute nur noch die niedrigen Mauerfundamente aus Stein zu sehen.
Man betrat den Tempel von der Schmalseite über Treppen durch ein allein stehendes Torgebäude. Dahinter führten weitere Stufen in den Innenhof des eigentlichen Tempelgebäudes, der von verschiedenen Räumlichkeiten, wahrscheinlich Wirtschaftsräumen und Depots, umgeben war. Ein Altar im Innenhof lässt Seeher darauf schließen, dass hier Reinigungen und erste rituelle Handlungen stattfanden. Wiederum über Treppen gelangte man hinaus in offenes Gelände, das geradeaus in die größere Kammer A übergeht, während rechts ein schmaler Gang in Kammer B führt.

## Kammer A

### Übersicht über die Darstellungen
Die erheblich größere der beiden Kammern ist zu Anfang etwa 20 m breit und verjüngt sich, bis nach etwa 30 m die Wände aufeinandertreffen. Der Fußboden war ursprünglich gepflastert, im hinteren Teil von einer Stufe unterbrochen und stieg danach bis zur Rückwand leicht an. Die Felswände sind fast vollständig mit Reliefs versehen. Unterhalb der Reliefs sind teilweise aus dem Fels gehauene, teilweise aus Steinen gebaute Podeste, die vermutlich dem Abstellen von Weihegaben dienten. Durch die Pflasterung mit Steinplatten, die heute sämtlich verschwunden sind, deren Höhe aber durch Anschlussstellen im Felsen rekonstruiert werden kann, lag der Fußboden der Kammer 50–60 Zentimeter höher als heute, sodass der damalige Besucher die Reliefs etwa auf Augenhöhe sah.
Auf der linken Wand ist eine Prozession von (mit zwei Ausnahmen) männlichen Göttern zu sehen, den Blick nach rechts gewendet, denen auf der rechten Seite weibliche Gottheiten entgegenkommen. Die Prozessionen treffen sich schließlich in einem etwa rechteckigen Raum, an dessen linker Wand sich die Hauptszene befindet. Zu den männlichen Göttern gehören der Wassergott, der Sonnengott des Himmels, Kriegsgötter, Berggötter, Unterweltsgötter, zwei Stiermenschen und einige nicht identifizierbare. Dazwischen die beiden weiblichen Gestalten Ninatta und Kulitta, die Dienerinnen von Šauška, einer hethitischen, vermännlichten Form der akkadisch-assyrischen Ištar. Die weiblichen Gottheiten auf der rechten Seite sind durch ihren Erhaltungszustand noch schlechter zu bestimmen, darunter sind die Schicksalsgöttinnen, die Gemahlinnen des Wassergottes und des Mondgottes und einige andere, von denen lediglich der Name bekannt ist. Der Name der Göttin Šauška taucht auch in der Reihe der Göttinnen auf, jedoch ist die Zuordnung des Namens zu einer bestimmten Figur problematisch. Die Götter tragen Schnabelschuhe, kurzen Rock und Spitzmütze und sind zum Teil bewaffnet, während die Göttinnen ebenfalls mit Schnabelschuhen, aber langen Faltenröcken und hohen Hüten bekleidet sind. Vor den Köpfen über den ausgestreckten Armen der meisten Gestalten sind luwische Hieroglyphen, die den Namen angeben und die aufgrund ihres sich verschlechternden Erhaltungszustands nur teilweise entziffert werden konnten.

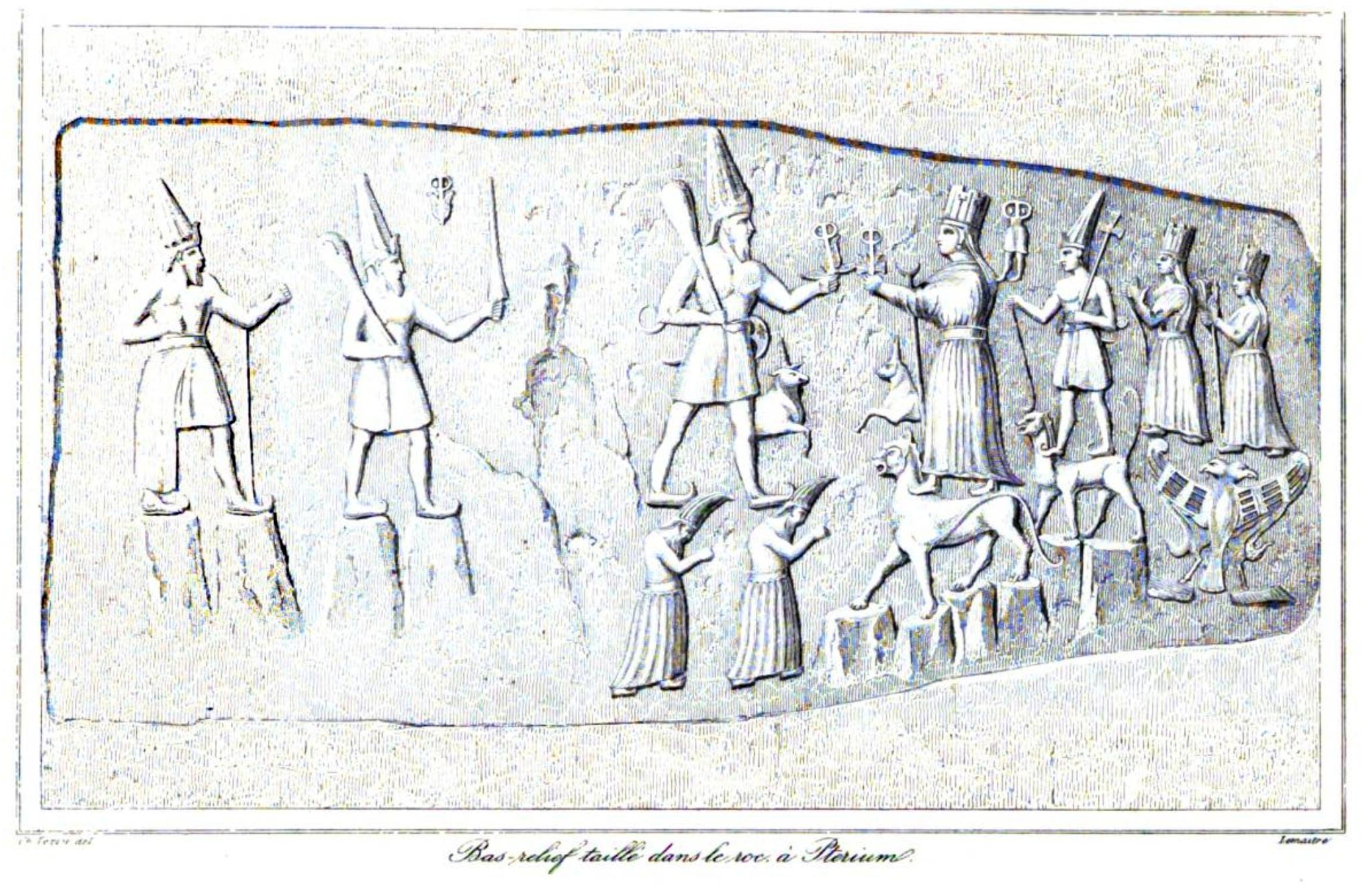
Hauptszene in Kammer A, Zeichnung von Charles Texier – Foto siehe unten

Auf der Hauptszene treffen sich die beiden Hauptgötter. Links steht Teššub, der Wettergott des Himmels auf zwei Berggöttern, ihm gegenüber seine Gemahlin Ḫebat auf einem Leoparden, der wiederum auf vier Bergen steht. Links von Teššub steht auf zwei Bergkegeln ein anderer Wettergott, vielleicht von Ḫattuša, nach anderer Ansicht Tašmišu, und ein weiterer Gott, den Seeher wie auch schon Güterbock für Kumarbi, den Vater von Teššub hält. Rechts hinter Ḫebat ist Šarruma zu sehen, Sohn des obersten Götterpaares und persönlicher Schutzgott von Tudhalija IV., ebenfalls auf einem Leoparden stehend. Dahinter folgen zwei gleich aussehende Göttinnen, die über einem Doppelkopfadler mit ausgebreiteten Schwingen stehen. Nach Hans Gustav Güterbock handelt es sich um Allanzu und Kunzišalli, Tochter und Enkelin des Hauptgötterpaares.

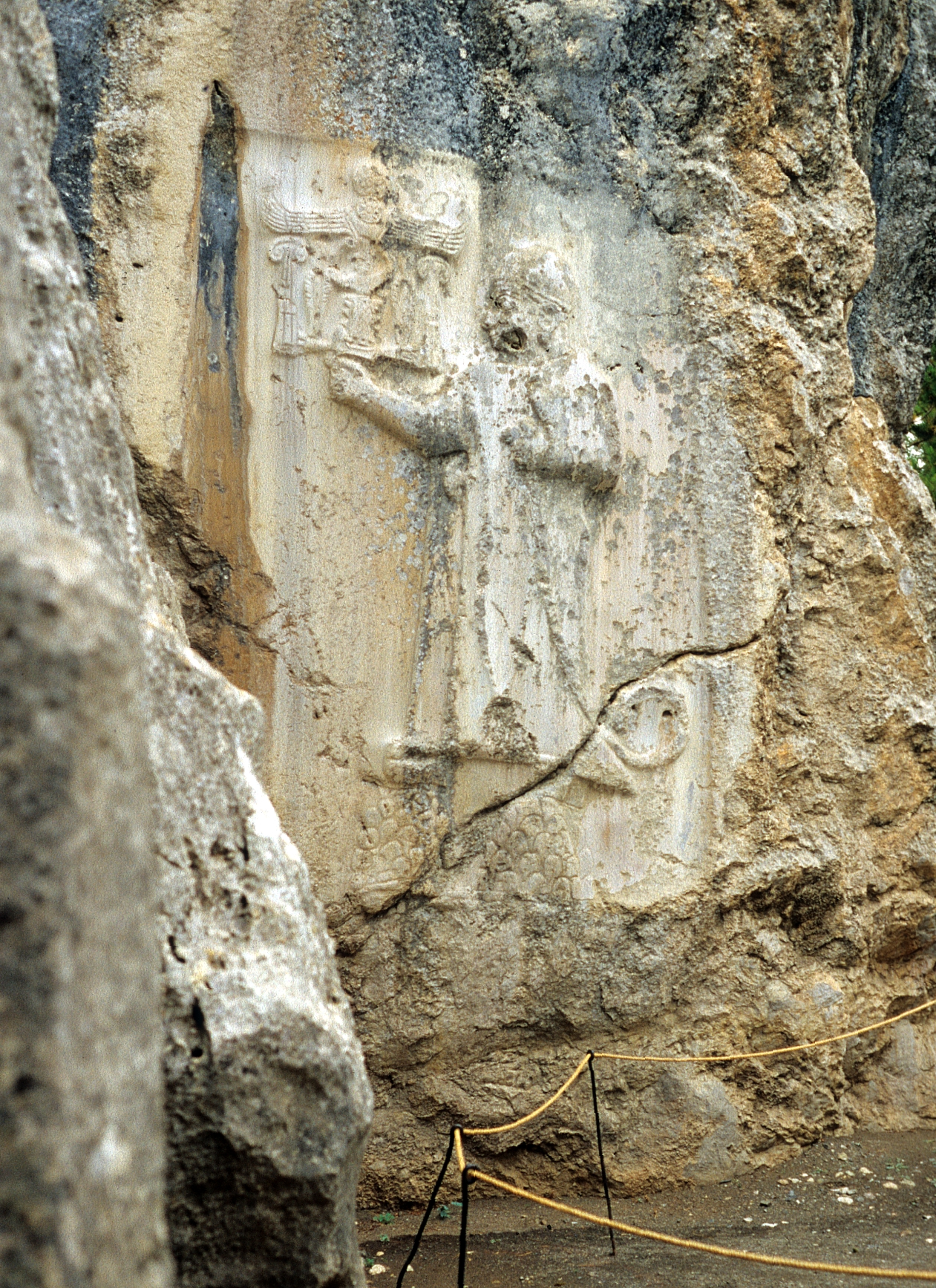
Kammer A, Großkönig Tudhalija IV.

Auf einer Felswand am Ende der weiblichen Götterprozession, die gegenüber dem Hauptrelief liegt, ist der einzige Mensch unter den Göttern abgebildet, Großkönig Tudhalija IV. Er ist größer dargestellt als alle anderen Figuren und blickt als vermutlicher Erbauer der Stätte direkt auf die Hauptgötter. Über seinem ausgestreckten Arm ist seine Namenskartusche eingemeißelt.
Die größte der Figuren ist mit über zwei Metern Tudhalija, die beiden Hauptgötter Teššub und Ḫebat sind fast lebensgroß, danach nimmt die Größe der Götter ab. Die kleineren Gestalten an den Längswänden sind etwa 75 bis 85 cm groß.

### Götterprozession
Wie bei hethitischen Darstellungen üblich sind die Figuren in seitlicher Ansicht dargestellt, wobei die Beine mit Schnabelschuhen in Schrittstellung stehen. Während die Oberkörper der männlichen Götter soweit gedreht sind, dass man auf die Brust sieht, den linken Arm nach vorn gestreckt, den rechten vor dem Körper angewinkelt, ist der Oberkörper der Göttinnen seitlich abgebildet, wobei der rechte Arm mit geballter Faust nach vorn zeigt, der linke mit geöffneter Hand zum Gesicht.

#### Männliche Gottheiten

Lage der Reliefs in Kammer A

Auf der linken (Nordwest-)Seite der Kammer A ist die Prozession der männlichen Götter mit den Nummern 1–39 zu sehen, allesamt nach rechts in Richtung der Hauptszene schreitend. Sie beginnt mit zwölf gleich aussehenden Unterweltgöttern (1–12). Sie tragen einen kurzen Rock und eine Spitzmütze mit Horn, in der rechten Hand ein über die Schulter gelegtes Sichelschwert. Die Zwölferreihe ist identisch mit derjenigen in Kammer B, allerdings in schlechterem Erhaltungszustand. Die Reliefs 13–15 stellen drei Berggötter dar, männliche Gestalten mit Bart und ebenfalls der gehörnten Spitzmütze. Schuppen und Fortsätze an den langen Gewändern stellen symbolisch Berge und Quellen dar. 16 ist ein unidentifizierter Gott mit kurzem Rock und Spitzmütze, der Name konnte nicht gelesen werden. Bei 16a–17 handelt es sich wieder um drei Berggötter mit Bärten, Mütze und Schuppenröcken. Laut Klaus Koch sind die Nummern 13–17 allesamt Berggötter und Nummer 17 trägt die Beischrift Namni. Die Götter 18–22 haben keine Namensnennung. Sie tragen den kurzen Rock und die Spitzmütze, 20 und 22 einen Umhang, 18 und 21 halten eine Keule in der rechten Hand. Die Reliefs 23 und 24 zeigen zwei Götter mit Bart, kurzem Rock, Spitzmütze und Keule, 24 zusätzlich einen langen offenen Umhang. Ihre Namen sind nicht lesbar. Die Götter 25–27 sind mit kurzem Rock und Spitzmütze bekleidet und tragen rechts ein Sichelschwert. Nummer 25 trägt die Inschrift Isapa und stellt vermutlich den Handelsgott Iršappa dar, 26 ist laut Inschrift Pišaišapḫi, 27 der Unterweltsgott Nergal, der auch in Kammer B zu sehen ist. Mit 28 und 29 folgen zwei Mischwesen, deren Hinterkörper und Köpfe vom Stier stammen, während Oberkörper und Arme menschlich sind. Sie stellen möglicherweise die Himmelsstiere Šeri und Ḫurri dar. Sie tragen das Zeichen für „Himmel“, eine liegende Mondsichel, über den Köpfen und stehen auf dem „Erde“-Zeichen, einem Rechteck mit seitlichen Fortsätzen. Bei der Figur 30 handelt es sich um einen Gott mit kurzem Rock, Spitzmütze und Schwert, vermutlich der mit dem Kriegsgott Zababa gleichgesetzte Ḫešui. Die Gestalt 31 trägt den kurzen Rock und eine runde Kappe auf dem Kopf, an den Schultern sind Flügel zu sehen. Möglicherweise stellt sie die Gottheit Pirinkir dar. Die unbekannte Schutzgottheit 32 mit Rock, Mütze und Schwert ist möglicherweise der Hirschgott Karzi. Die gleichgekleidete Figur 33 stellt den Gott Aštabi dar. In Relief 34 ist der Sonnengott des Himmels (Šimige) abgebildet. Er ist mit Mantel, Umhang und Kappe bekleidet, hält einen Krummstab in der rechten Hand und trägt ein Schwert an der Seite, dessen Griff unter dem linken Arm zu sehen ist. Über seinem Kopf schwebt eine geflügelte Sonnenscheibe. Ihm folgt als Nummer 35 der bärtige, mit Rock und Umhang bekleidete Mondgott (Kušuḫ) mit Flügeln an den Schultern und einer Mondsichel auf der Spitzmütze. Es folgen die beiden einzigen weiblichen Figuren in der Reihe der männlichen Götter, Ninatta und Kulitta, die Dienerinnen der Gottheit Šauška. Sie tragen Hemden, lange Faltenröcke und runde Kappen, die 36 hält vielleicht einen Spiegel, 37 ein Salbgefäß in der rechten Hand. Ihre Oberkörper sind, wie die der männlichen Gottheiten, dem Betrachter zugewandt. Die beiden Reliefs liegen erheblich tiefer im Felsen als die benachbarten, weshalb vermutet wurde, dass sie als Ersatz für andere entstanden sind, die durch natürliche Einwirkung oder bewusst zerstört wurden. Vor den beiden geht Šauška (38) selbst, hier in männlicher Gestalt, mit Rock, Überrock und Umhang bekleidet und mit Flügeln versehen. Das Relief 39 schließlich, ein männlicher Gott mit Bart, kurzem Rock, Spitzmütze und Umhang, bewaffnet mit einer Keule, stellt den Weisheitsgott (oder Wassergott) Ea dar.

#### Hauptszene
Mit den Nummern 40–46 folgt die Hauptszene der Kammer. Links steht eine bärtige Gestalt (40) mit Rock, Umhang, Mütze und einem Schwert an der Seite, dessen Griff hinter einem Gürtel zu sehen ist. Sie steht auf zwei Bergen und stellt wahrscheinlich den Göttervater Kumarbi dar. Daneben steht in gleicher Kleidung und Bewaffnung der Wettergott von Hatti (41), nach anderer Meinung Tašmišu, der Bruder von Teššub. Er hält zusätzlich in der linken Hand eine Keule sowie rechts einen Stab, vielleicht eine Lanze, auf der Spitze seiner Mütze ist ein sitzender Stier abgebildet. In der Mitte der Szene ist das oberste Götterpaar als Anführer der jeweiligen männlichen bzw. weiblichen Götterreihen zu sehen. Der Wettergott Teššub (42) ist mit kurzem Rock, Umhang und mehrfach gehörnter Spitzmütze bekleidet, bewaffnet mit Seitenschwert und Keule rechts. Er steht auf zwei Berggöttern, vermutlich Namni und Ḫazzi, als solche kenntlich durch Göttermütze und geschuppten Rock. Hinter Teššubs Beinen ist ein Stier mit Spitzmütze zu erkennen, laut Beischrift das Stierkalb des Teššub, eine Bezeichnung des Šarruma. Mit seiner Gemahlin Ḫebat (43), laut Gurney die Sonnengöttin von Arinna, beginnt die Reihe der nach links gewandten weiblichen Götterfiguren. Sie trägt einen langen Faltenrock, ein Faltenhemd, einen Hut mit zinnenförmigen Aufsätzen und einen bis zum Gürtel reichenden Zopf. Sie steht auf einer Raubkatze, die selbst auf vier Bergen steht. Hinter ihren Beinen ist wie bei Teššub ein Stier zu sehen, dessen Beischrift Haas ebenfalls als ḫubiti („Stierkalb“) liest. Als einzige männliche Gestalt unter den Göttinnen folgt Šarruma (44), der Sohn des Götterpaares. Seine Kleidung besteht aus Rock und vielfach gehörnter Spitzmütze, seine Bewaffnung aus einem Schwert rechts im Gürtel und einer Streitaxt in der linken Hand. Er hält an einer Leine eine auf zwei Bergkegeln stehende Raubkatze, auf deren Rücken er steht. Hinter ihm stehen mit den Nummern 45 und 46 Allanzu, die Tochter des Paares und eine Enkelin, laut Güterbock und Haas Kunzišalli. Sie tragen Faltenrock, gefältelte Bluse, Zinnenhut und langen Zopf. Unter ihren Füßen ist ein Doppelkopfadler abgebildet.

#### Weibliche Gottheiten und Tudhalija
Die weiblichen Gottheiten sind im Gegensatz zu den männlichen sämtlich in gleicher Kleidung dargestellt. Neben Schnabelschuhen tragen sie einen langen Faltenrock, Bluse mit Gürtel, einen Umhang sowie einen polosartigen Hut mit Zinnen. Das Haar fällt als langer Zopf auf den Rücken, ihre rechte Hand ist als Faust nach vorn gestreckt, die linke zeigt offen zum Gesicht. Von Relief 46a, der ersten Göttin ist nur noch das Hieroglyphenzeichen erhalten, es bezeichnet wohl Darru-Dakitu, die Dienerin der Ḫebat. Seeher vermutet, dass sich vor dem Felsspalt zwischen Relief 47 und der Hauptszene auf einzelnen Felsblöcken noch weitere Darstellungen von Göttinnen befanden. Mit den Nummern 47 und 48 folgen die Göttinnen Ḫudena und Ḫudellura, laut Gurney Göttinnen der Schrift und des Schicksals. Bei der Göttin Allatu (49) ist der Kopf durch eine Nische teilweise zerstört. Die Nische entstand wohl in hethitischer Zeit zur Entfernung einer Schadstelle im Felsen und war durch einen Steinblock aufgefüllt, der die Kopfbedeckung der Göttin und die Namenshieroglyphen der folgenden Figur enthielt. Nach der unbekannten Göttinnen 50 folgen Nabarbi (51), Šaluš-Bitinhi (52), Tapkina (53), die Gemahlin Eas und Nikkal (54), die Gemahlin des Mondgottes. Die Namen der Figuren 55–63 sind nicht mit Sicherheit zu lesen, Gurney vermutet bei 55 den Namen Aya, die Frau des Sonnengottes. In dem Spalt zwischen 55 und 56 waren möglicherweise noch weitere Reliefblöcke eingesetzt.
Im Nachbarort Yekbas (heute Evren) wurde 1945 auf einem Friedhof ein Steinblock gefunden, auf dem in der gleichen Form und Größe eine weibliche Göttin dargestellt ist. Hinter ihrem Kopf ist in Hieroglyphen der Name Šauška zu lesen. Der Block könnte entweder zwischen der Hauptszene und Relief 46a oder in der Lücke zwischen 55 und 56 gestanden haben, die Schrift hätte die folgende Figur bezeichnet. Das Relief ist im lokalen Museum von Boğazkale aufbewahrt.
Damit ist die Reihe der Göttinnen abgeschlossen. Mit Nummer 64 folgt nun noch Großkönig Tudhalija IV. Er ist mit einem langen Mantel, offenem Umhang und Schnabelschuhen bekleidet. Auf dem Kopf trägt er eine runde Kappe, in der linken Hand hält er als Herrschaftszeichen eine Art Krummstab, vergleichbar dem römischen Lituus, bei den Hethitern als kalmuš bezeichnet. Er steht auf zwei geschuppten Bergkuppen und trägt rechts ein Schwert, das allerdings vom Gewand verdeckt ist, sodass nur der Griff sichtbar ist. Die Namenskartusche über der rechten Hand gibt seine volle Titulatur an. Aufgrund seiner Lage wird das Relief nur an wenigen Tagen zur Zeit der Sommersonnenwende Mitte Juni von der Sonne beschienen.
In einigem Abstand an einem Felsvorsprung vor dem Eingang zu Kammer D sind die Figuren 65 und 66 eingemeißelt, links eine männliche Gestalt mit Spitzmütze und rechts eine weibliche mit rechteckigem Hut, gegenüber an einem Tisch oder Altar sitzend. Möglicherweise handelt es sich um die Götter  Tenu und Tipatu, Wesire des Teššub und der Ḫebat. Über die Bedeutung dieses Reliefs im Zusammenhang mit der Anlage lässt sich nur spekulieren. Es wird vorgeschlagen, dass hier eine nicht mehr nachzuweisende Wand die Kammer A abschloss, auch eine Verbindung mit der sich hier öffnenden Kammer D ist denkbar. Auch die Möglichkeit, dass es sich um das Relikt einer älteren Ausstattung des Heiligtums handelt, ist nicht auszuschließen. Vor Kammer D wurden Spuren von Mauern gefunden, die die Kammer nach Westen und Süden abschlossen und bis zur Eingangsspalte von Kammer B verliefen. Ihre Funktion ist ungeklärt.

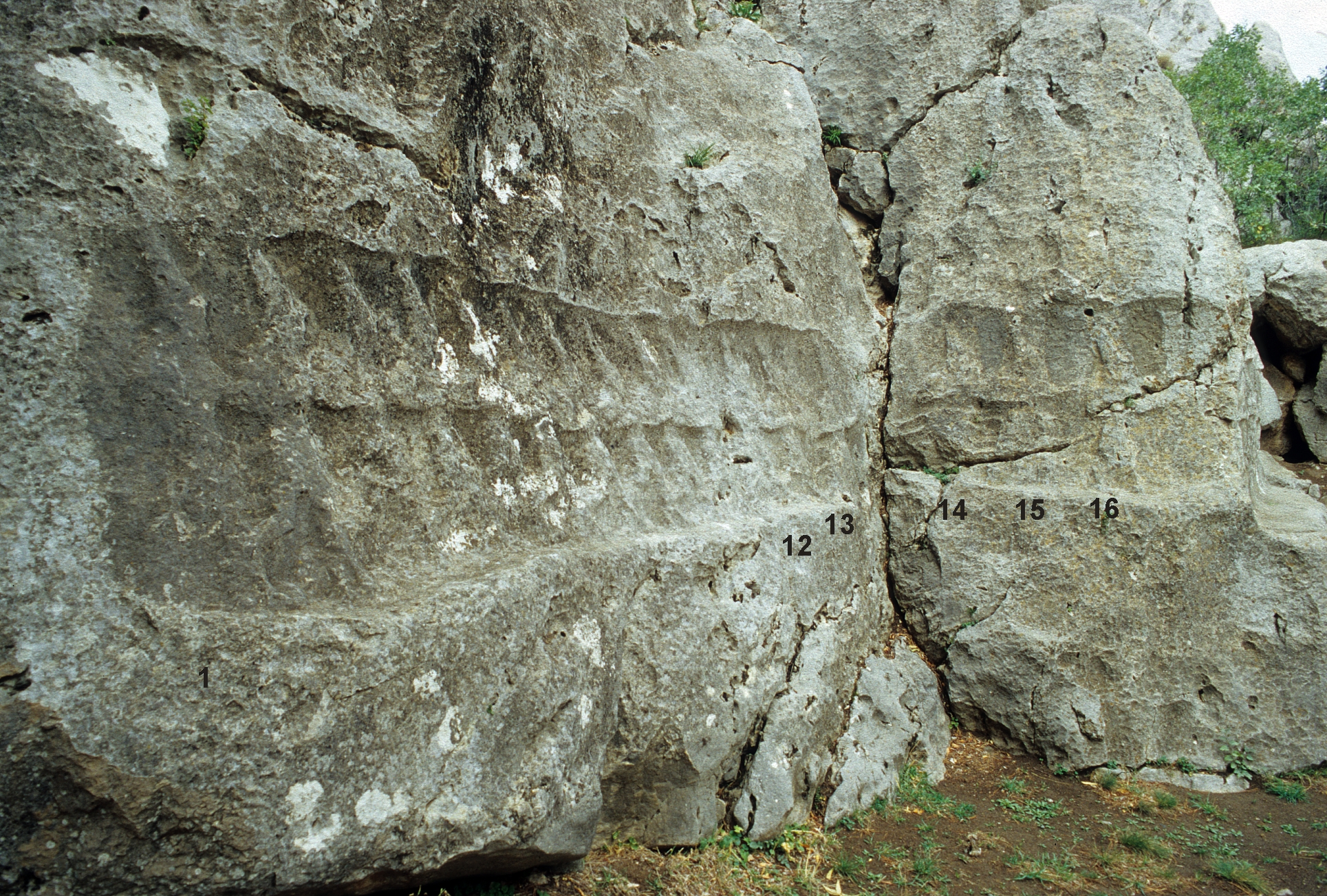
1–16
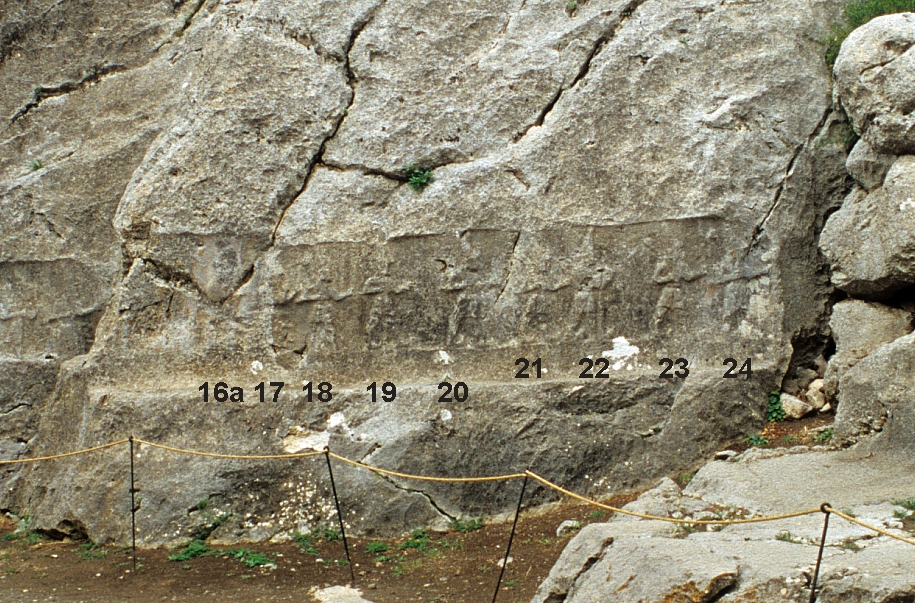
16a–24
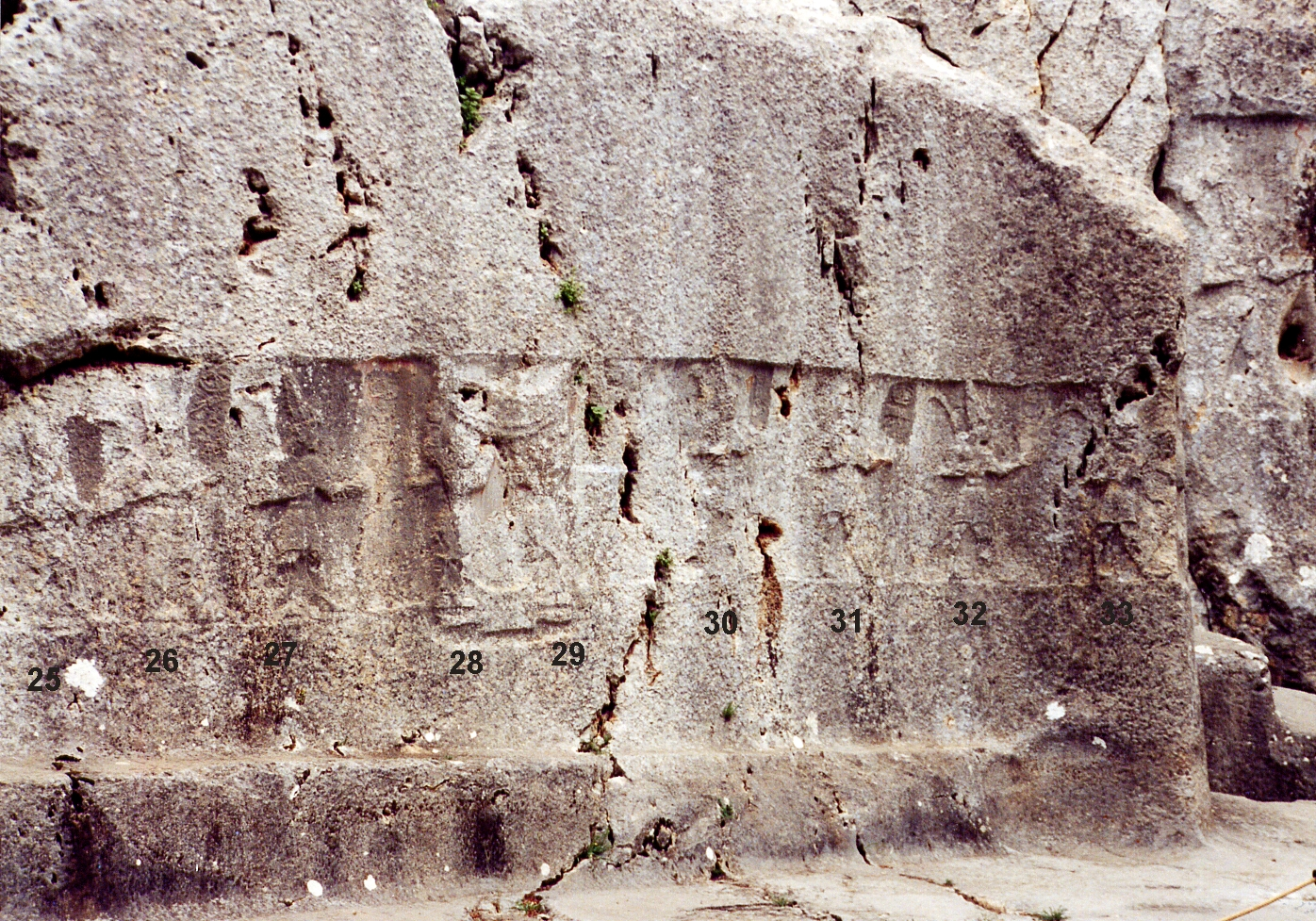
25–33
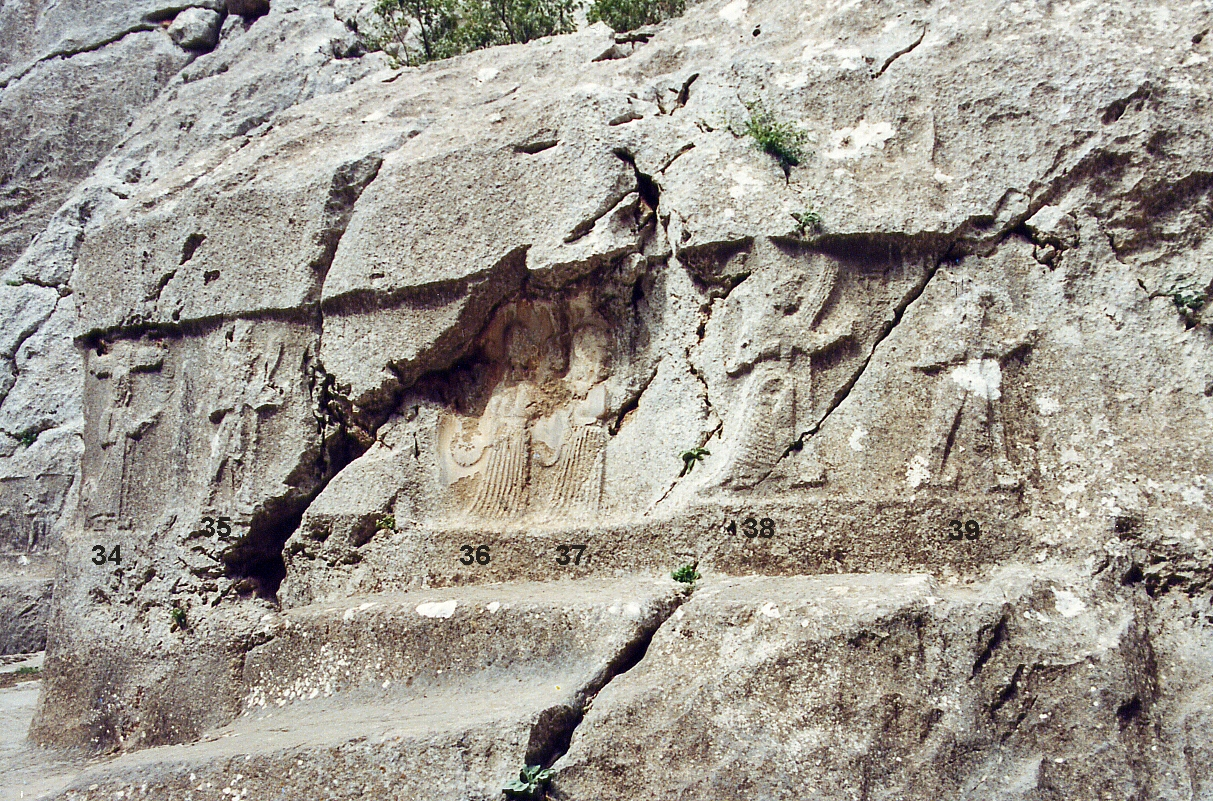
34–39
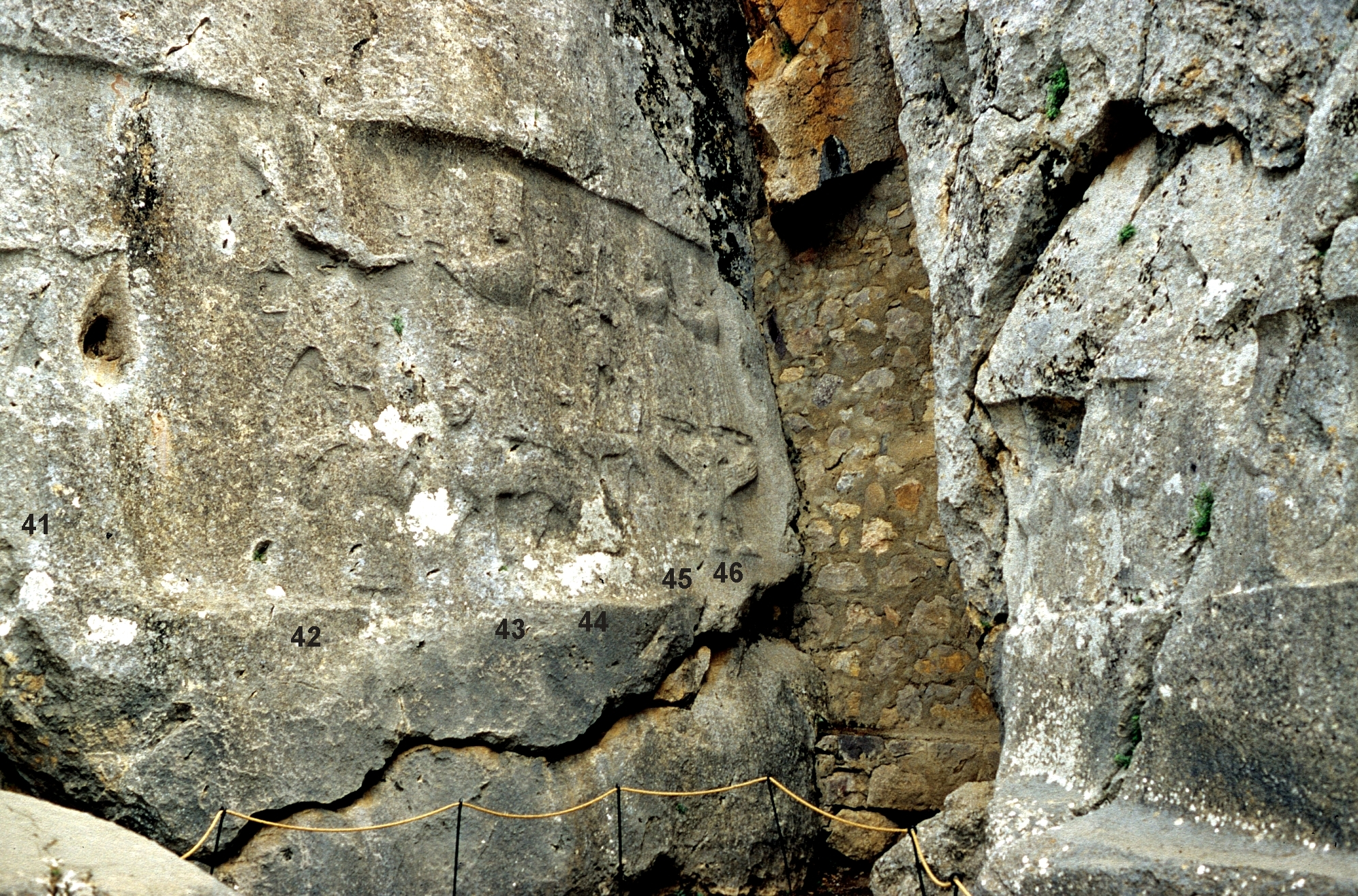
Hauptszene Reliefs 41–46
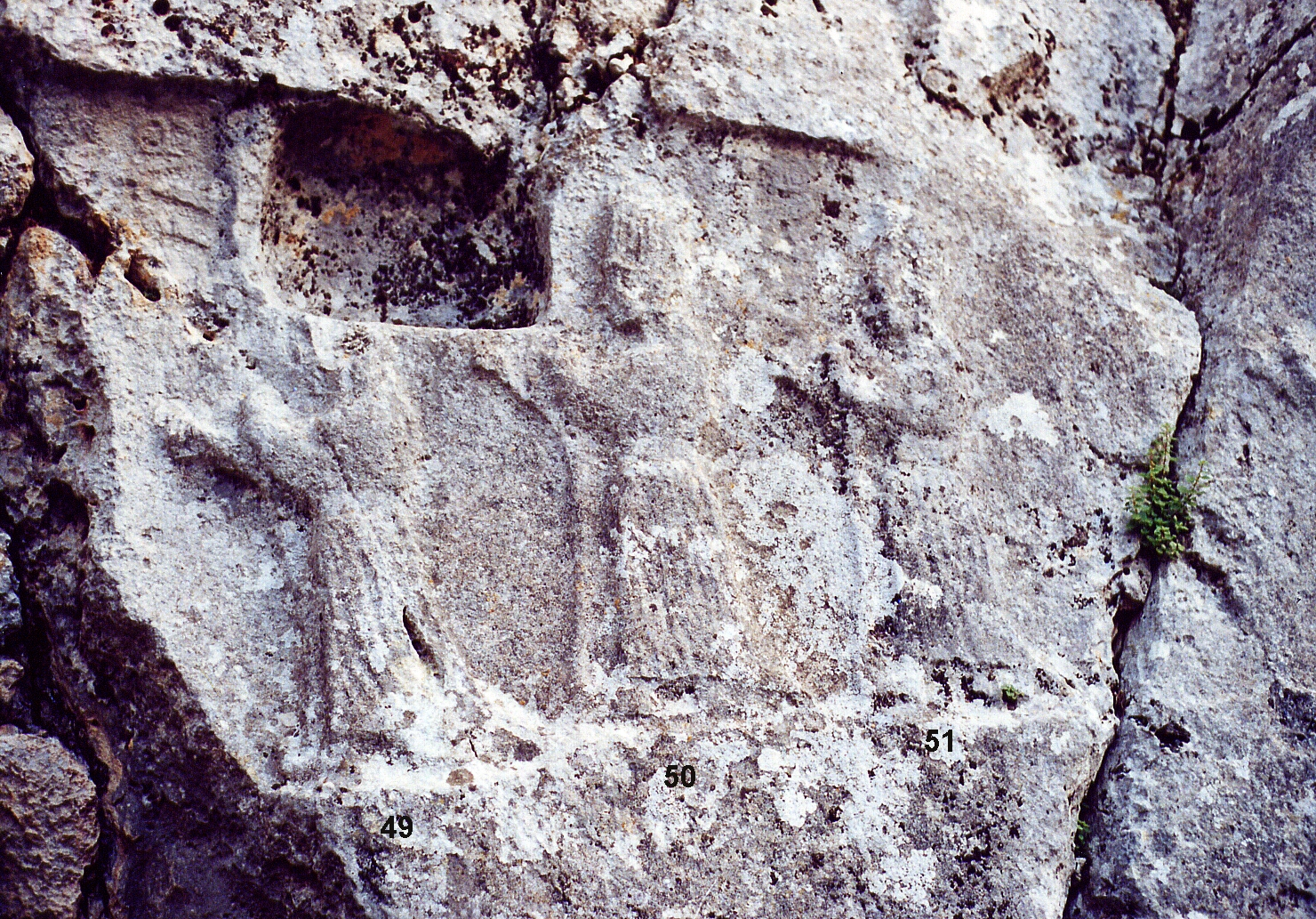
49–51
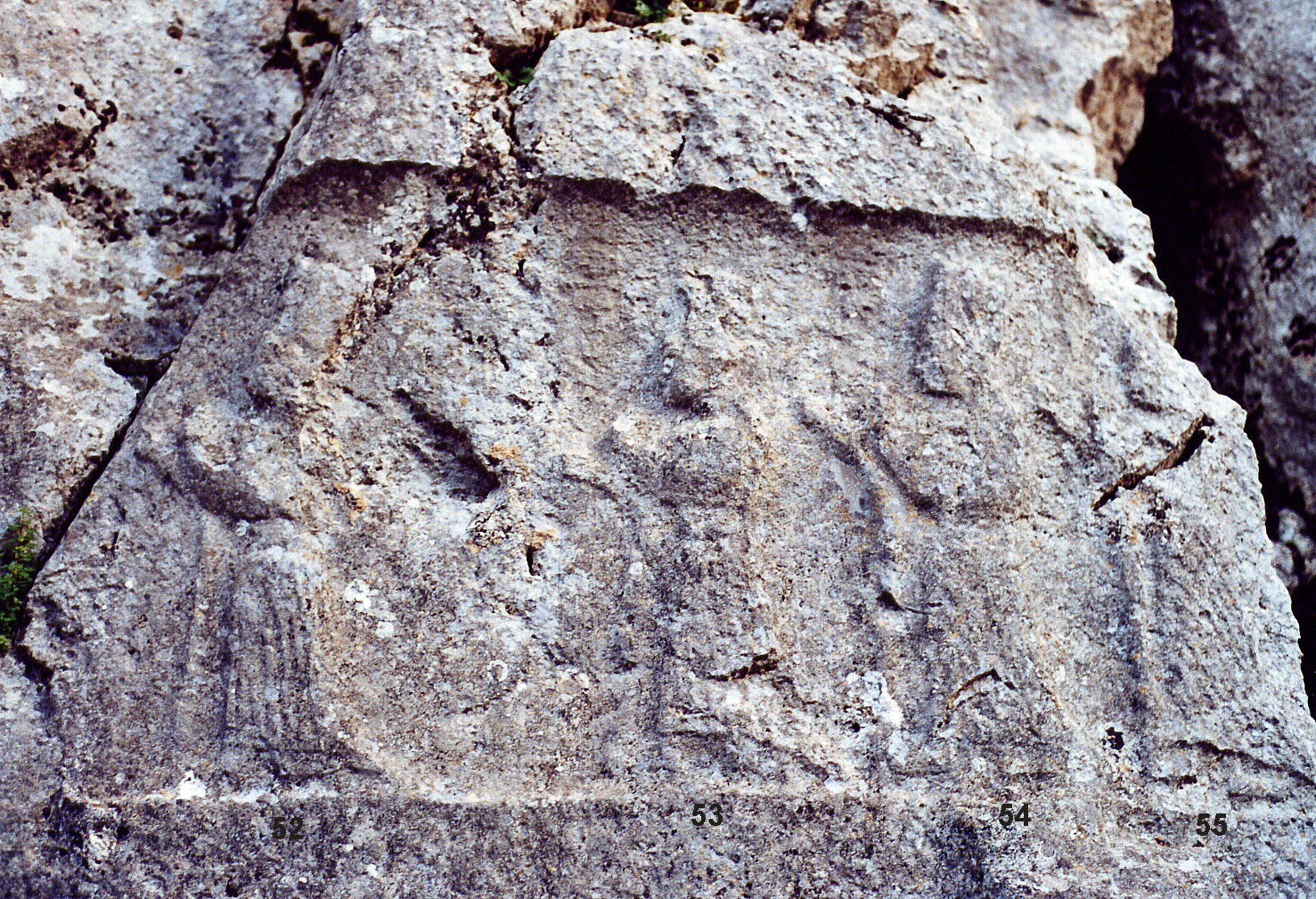
52–55
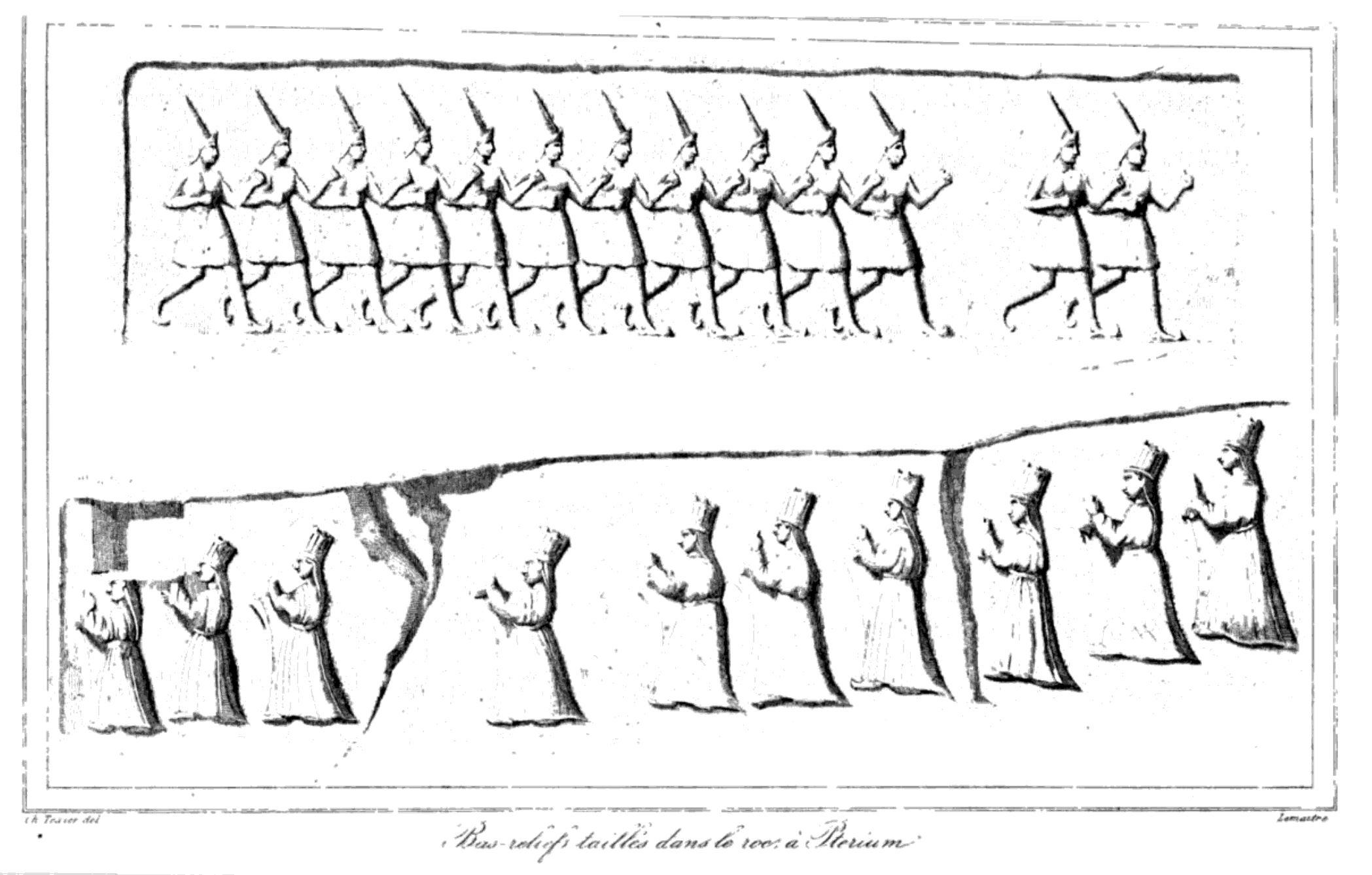
Zeichnung der Prozession von Texier

## Kammer B

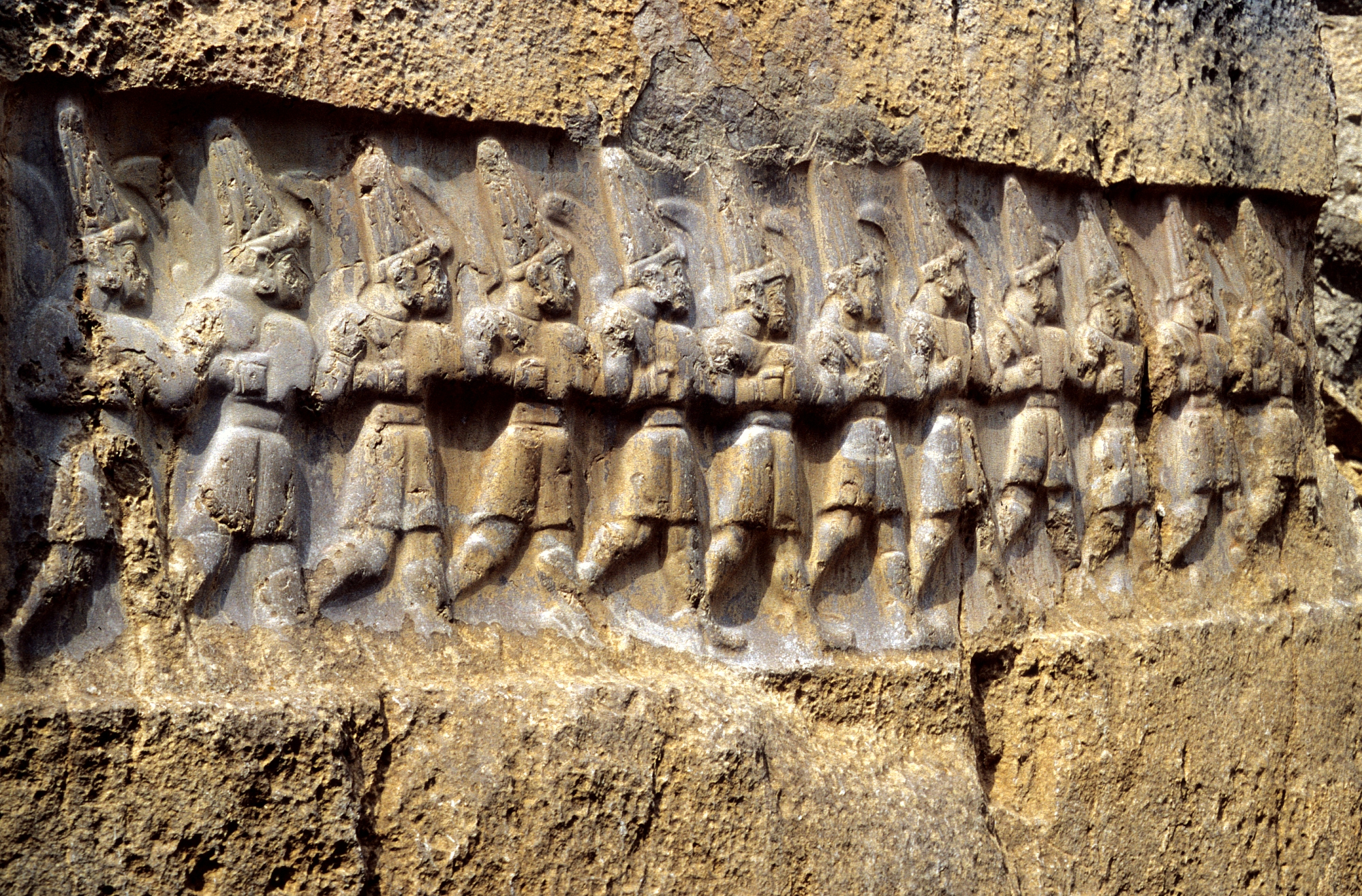
Prozession der zwölf Unterweltgötter in Kammer B

Den Eingang zur Kammer B bildet ein enger Felsspalt, der rechts und links von zwei Dämonenreliefs flankiert wird. Bei den Figuren handelt es sich um Mischwesen mit menschlichem Körper, Flügeln und Löwenkopf. Sie tragen einen kurzen Rock mit breitem Gürtel. Die nackten Füße sind menschlich, während an den erhobenen Armen eine Mischung aus menschlichen Händen und Löwenpranken zu erkennen ist. Der Gang ist etwa 80 cm breit und 10 m lang und führt etwa 4 m nach oben. Er musste von den hethitischen Steinmetzen künstlich verbreitert werden, wie an Schlagspuren von Steinhämmern zu erkennen ist. Ursprünglich war ein Zugang nur von außen möglich. Der Boden des Spalts war gepflastert und lag 30–40 Zentimeter höher als heute, darunter waren Tonrohre zur Ableitung von Wasser aus Kammer C verlegt.
Der eigentliche Innenraum ist 18 m lang und zwischen zwei und vier Meter breit. Wahrscheinlich gab es noch zwei weitere Eingänge, einen vom südlichen Ende, der wohl schon zu hethitischer Zeit von einem herabgestürzten Felsblock versperrt wurde, sowie einen zweiten durch die sich östlich anschließende Kammer C, die heute zugemauert ist. Von dort führen schmale Treppenstufen herein, über die Funktion dieser Kammer ist nichts bekannt. Heute betritt man Kammer B am breiteren Ende. Hier ist eine Kalksteinplatte zu erkennen, die zu einer jetzt im Museum von Boğazkale ausgestellten Statuenbasis passt, die 1981 in einem Nachbardorf gefunden wurde. Da sich an der Wand eine weitere Namenskartusche Tudhalijas befindet, ist es möglich, dass sich hier ein Standbild des Großkönigs befand. Es wird auch vermutet, dass Großkönig Šuppiluliuma II. die Ausgestaltung dieser Kammer als Gedenkstätte für seinen Vater Tudhalija in Auftrag gab. Untermauert wird diese Vermutung durch einen Text, in dem Šuppiluliuma von der Errichtung eines NA4hekur (ein Felsenheiligtum) und einer Statue für den Totengeist seines Vaters berichtet. Da die Kammer mit Erde verschüttet war und erst im 19. Jahrhundert freigeräumt wurde, sind die Reliefs erheblich besser erhalten als in Kammer A.
An der linken Wand der sich verjüngenden Kammer entdeckt man zunächst das Bild des Schwert- bzw. Unterweltgottes Nergal. Es zeigt unten die Klinge eines Schwertes, die nach oben in den Oberkörper eines Mannes übergeht. Die Schultern werden von zwei Löwen gebildet, der Schwertgriff beziehungsweise Rumpf nochmals durch zwei senkrecht mit dem Kopf nach unten liegende Löwen. Rechts daneben ist nochmals Tudhalija in ähnlicher Kleidung wie in Kammer A abgebildet, hier jedoch, wie er von seinem persönlichen Schutzgott Šarruma umarmt wird. Hinter der Spitzmütze des Gottes ist wieder die Namenskartusche des Großkönigs, zusätzlich das Zeichen für Held. Über dem ausgestreckten Arm des Gottes ist dessen Namenshieroglyphe – ein männlicher Unterkörper mit kurzem Rock und darüber das Göttersymbol – angebracht. Die Kartusche Tudhalijas ist damit insgesamt dreimal in der Anlage zu sehen, bei Relief 64, einzeln an der Wand am Anfang von Kammer A und hier. Sie zeigt in der Mitte die Namenshieroglyphe, bestehend aus dem Zeichen für „tu“, ähnlich einem liegenden Stiefel, und darüber einem bärtigen Berggott. Beidseitig daneben ist das Zeichen für den Titel Labarna, ein Dolch über einer liegenden Blüte, zu sehen, eingerahmt von dem Zeichen für Großkönig rechts und links. Nach oben wird die Kartusche von einer geflügelten (hier doppelten) Sonnenscheibe abgeschlossen. Die drei Darstellungen sind inhaltlich gleich, nur der Berggott ist in der Einzelausführung durch ein Ideogramm (Zeichen mit gleichem Lautwert) ersetzt.
Auf der gegenüberliegenden Wand befindet sich das wohl bekannteste Relief von Yazılıkaya, die Prozession der Unterweltgötter. Die zwölf absolut gleichen Figuren mit einem Sichelschwert in der rechten Hand, bekleidet mit kurzem Rock, Schnabelschuhen und dem Spitzhut, der sie als Götter kennzeichnet, marschieren im Gleichschritt nach rechts. Die gleichen zwölf Götterfiguren bilden auch in Kammer A den Abschluss der männlichen Götterprozession, dort allerdings wesentlich schlechter erhalten. Tudhalija ist auch in dieser Kammer das einzige dargestellte menschliche Wesen.

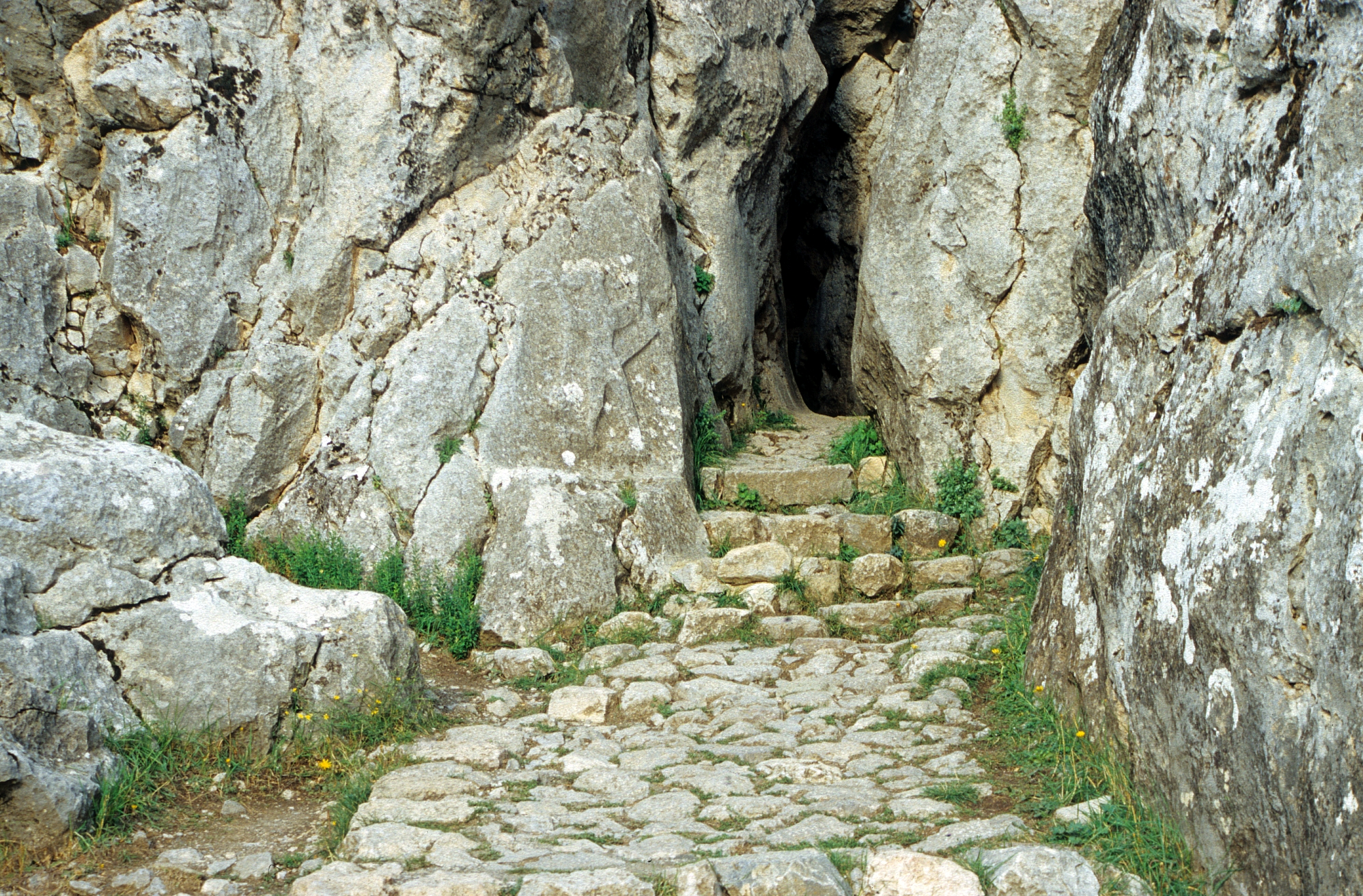
Eingang zu Kammer B mit Dämonenrelief
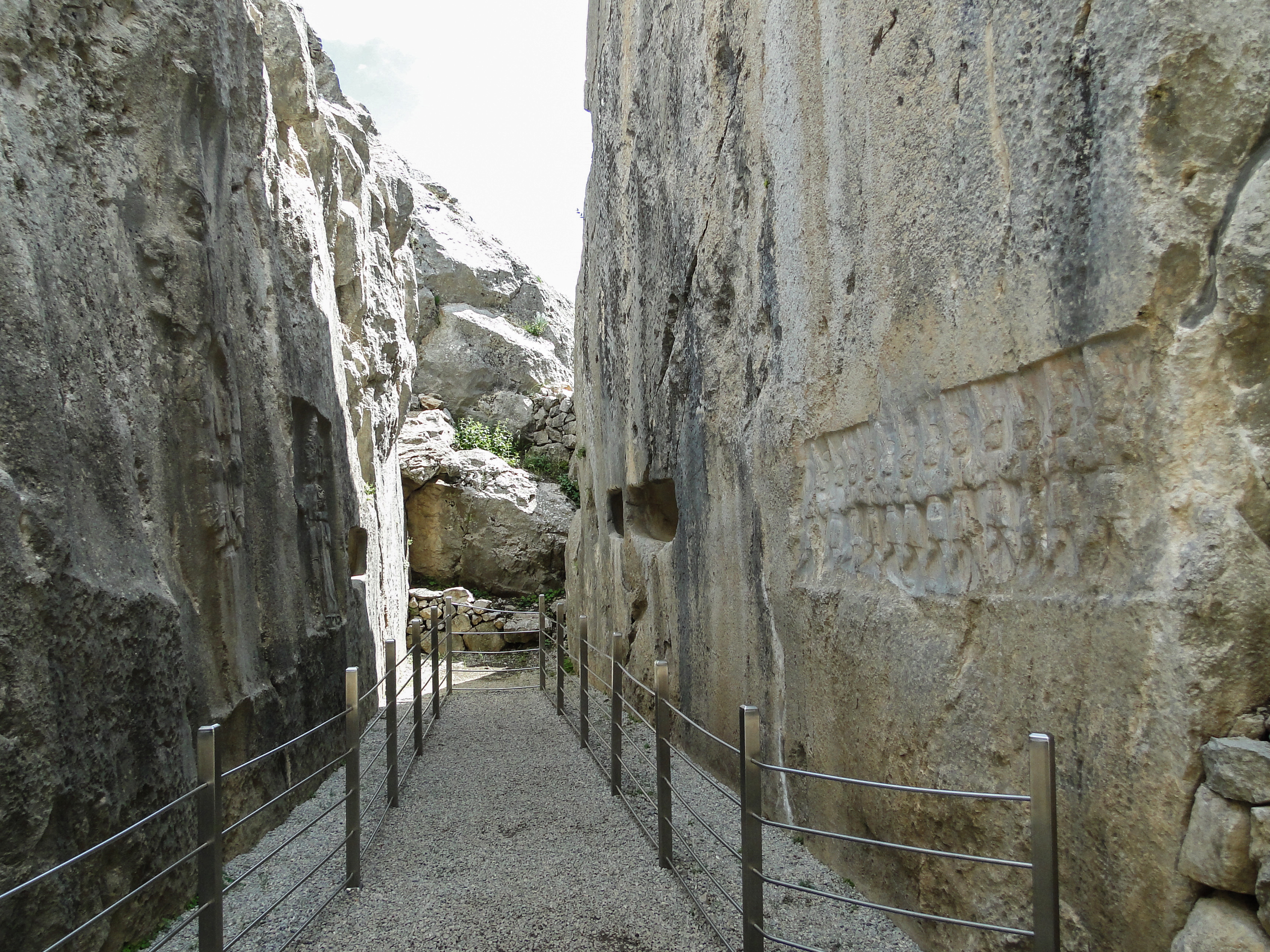
Kammer B
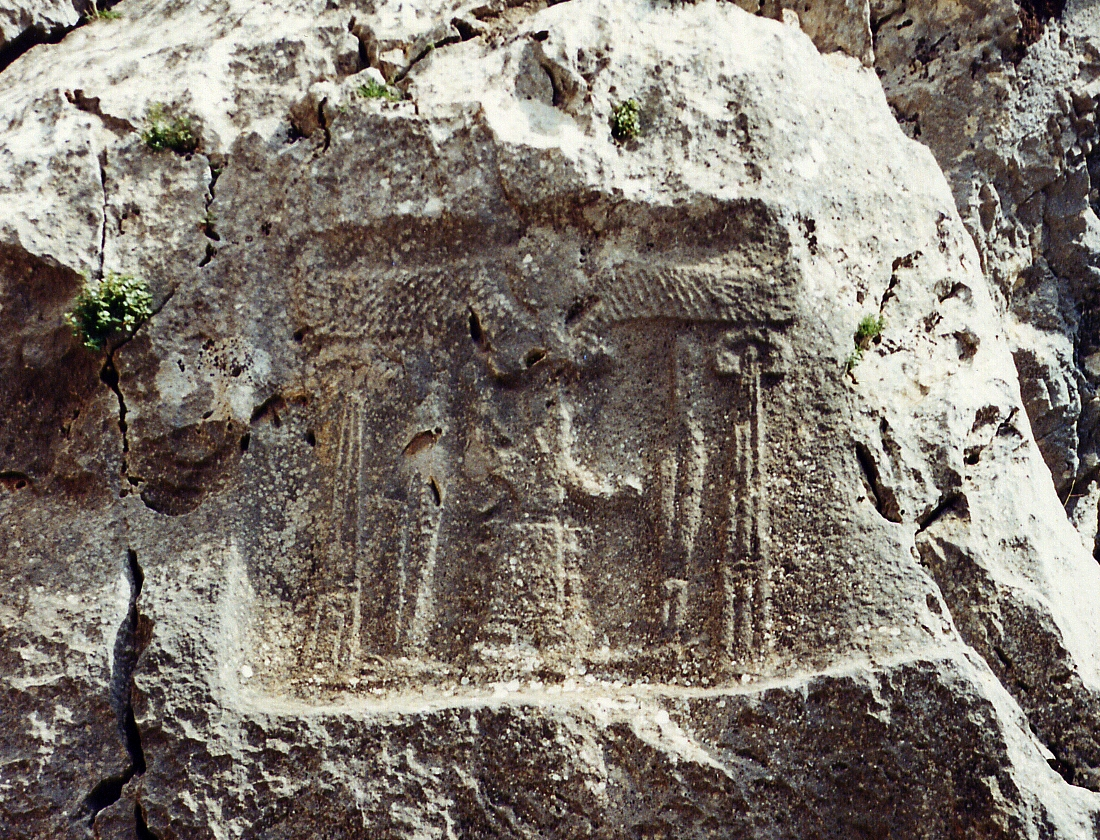
Kammer B Namenskartusche Tudhalija
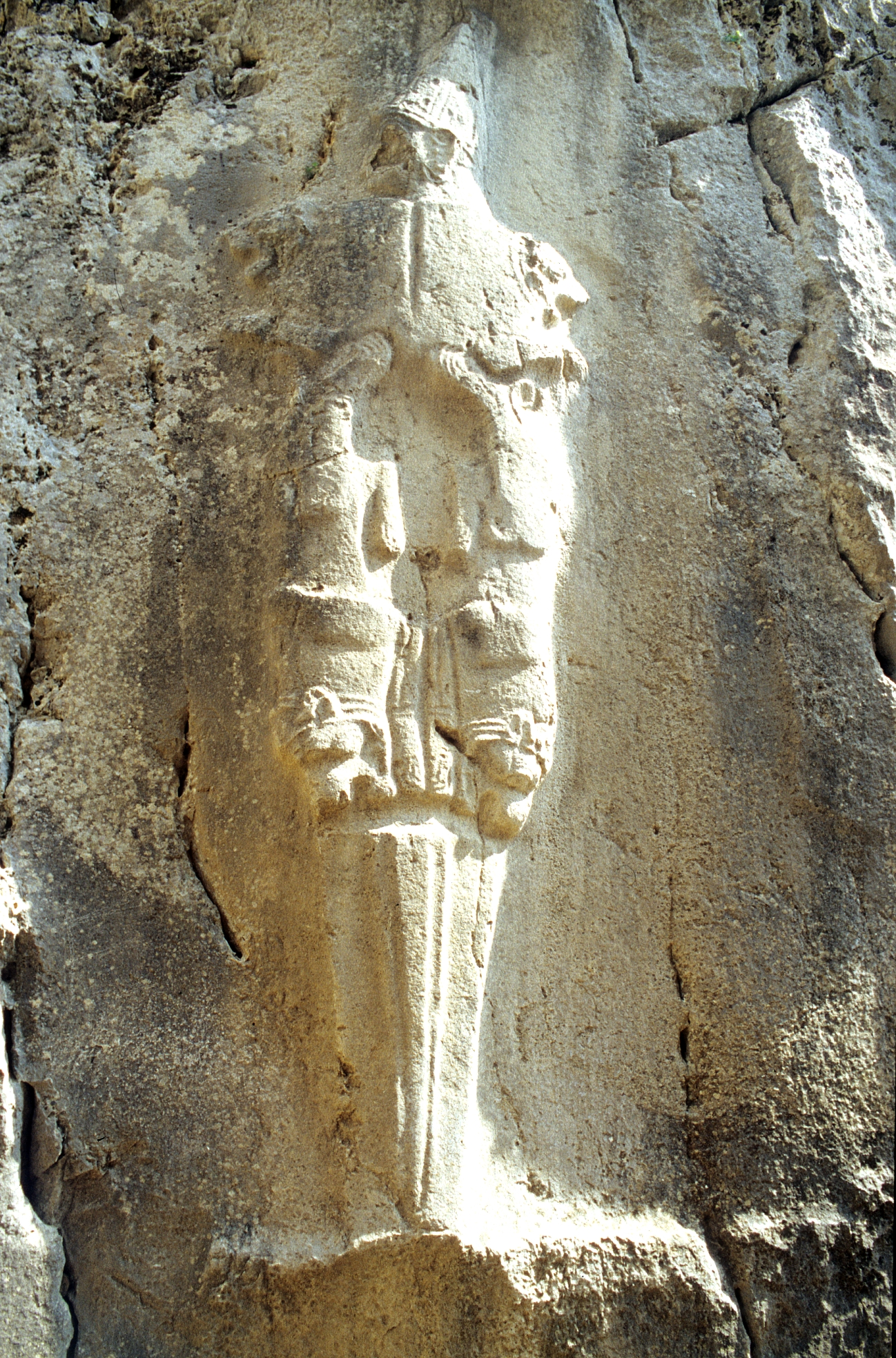
Schwertgott Nergal
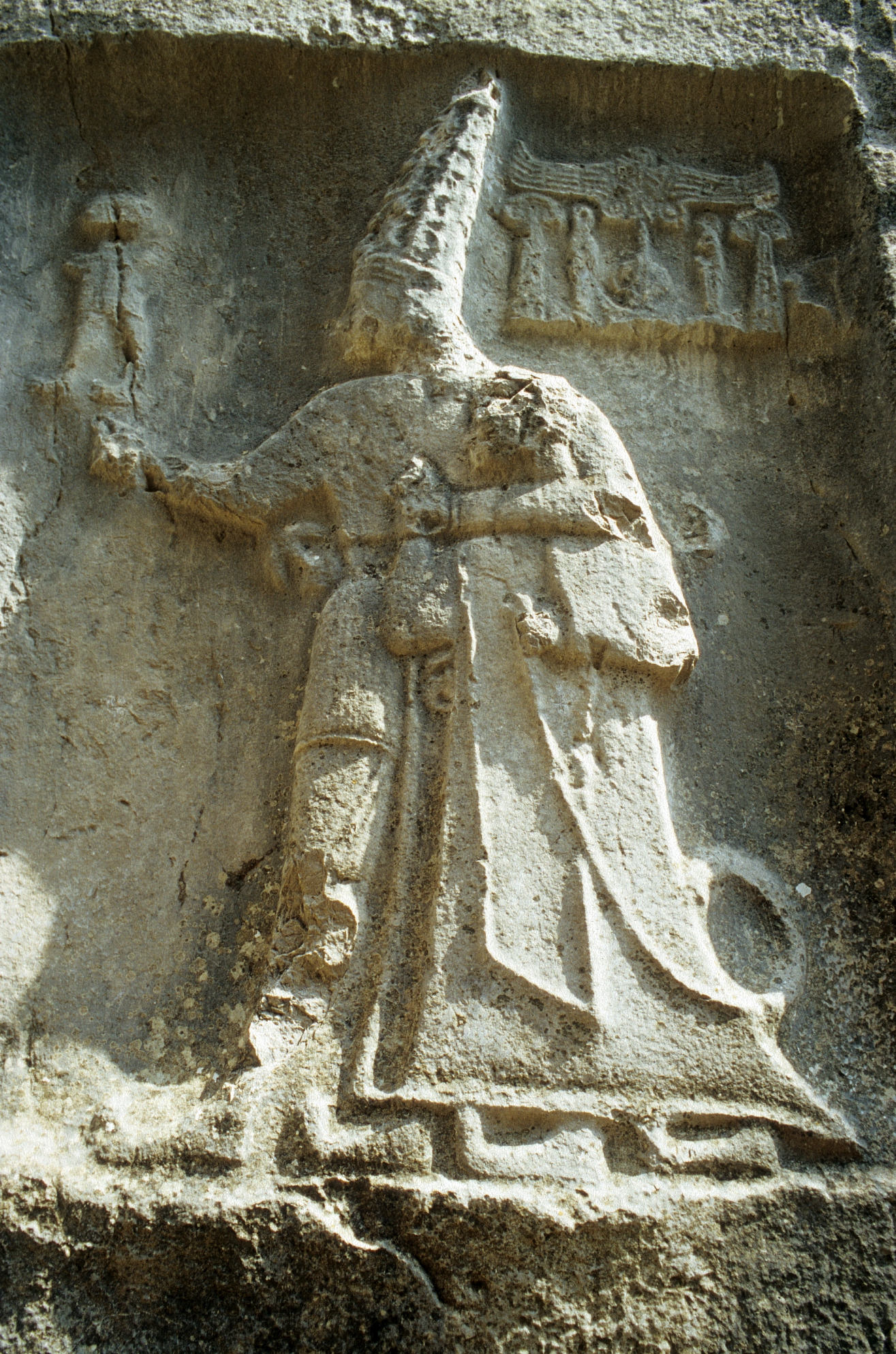
Großkönig Tudhalija in Umarmung durch seinen Schutzgott Šarruma

## Forschungsgeschichte
Im Gegensatz zur Stadt Ḫattuša lagen die Reliefs von Yazılıkaya, zumindest die der großen Kammer A, immer offen zu Tage. Als erster dokumentierte sie der französische Reisende Charles Texier im Jahre 1834, der den Ort fälschlich als Pteria identifizierte. Auch in der Folgezeit besuchten und beschrieben viele Reisende den Ort, konnten ihn aber nicht zuordnen. 1858 legte Heinrich Barth erstmals die Reliefs in Kammer B frei, die aber später teilweise wieder verschüttet und 1893 endgültig von Ernest Chantre aufgedeckt wurden. 1861 war eine Expedition unter dem Archäologen Georges Perrot im Auftrag des französischen Bildungsministeriums vor Ort, wobei der Architekt Edmond Guillaume sehr detaillierte Zeichnungen der Reliefs anfertigte, der Arzt Jules Delbet erstellte die ersten Photographien von Yazılıkaya. Carl Humann erstellte 1882 Abgüsse der wichtigsten Reliefs, die heute in Berlin im Vorderasiatischen Museum ausgestellt sind. Erst nachdem der deutsche Archäologe Hugo Winckler 1906 Ḫattuša als die Hauptstadt des Hethiterreiches erkannt hatte, konnte auch das Heiligtum dem bis dahin nahezu unbekannten Volk zugeschrieben werden. Eine systematische Erforschung des Geländes nahm 1935 Kurt Bittel vor, die 1939 kriegsbedingt eingestellt wurde und 1966 bis 1972 weitergeführt wurde.
Gemeinsam mit Ḫattuša wurde Yazılıkaya 1986 in die Liste des Weltkulturerbes der UNESCO aufgenommen.